# Monasterio de La Murta
El monasterio de Santa María de la Murta (siglos XIV - XV), es un antiguo cenobio de la orden de los jerónimos situado en el Valle de La Murta, en Alcira (Valencia) España. 
A lo largo de su historia fue un importante emporio de cultura y espiritualidad y centro de peregrinaje de la realeza, la aristocracia y de influyentes personajes religiosos. Fue adquirido por el Ayuntamiento de la ciudad en 1989, y, desde 1995, se encuentra en fase de recuperación y restauración tanto el convento-fortaleza como su entorno y reserva natural protegida.

## Orígenes

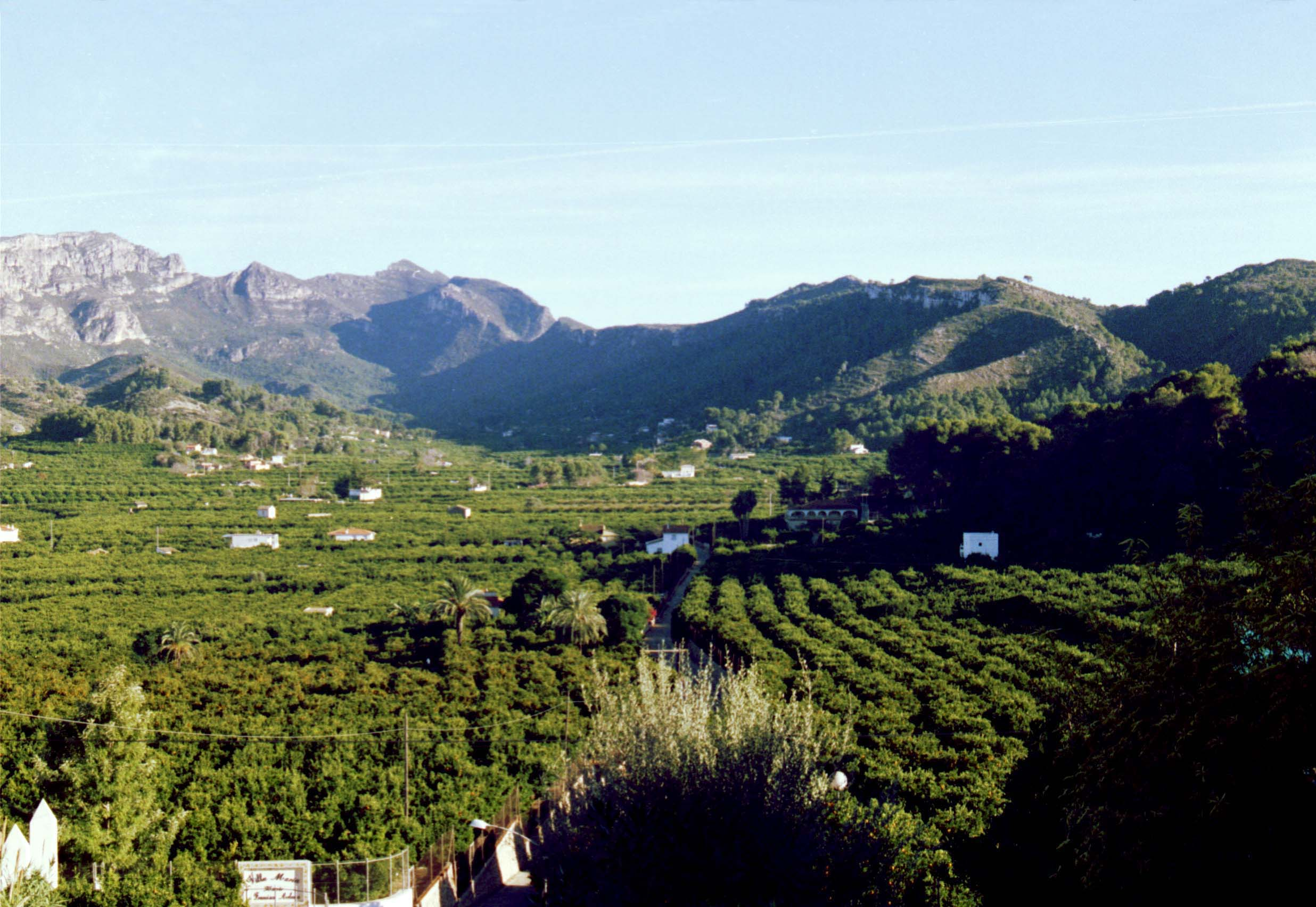
El Valle de la Murta. Alcira.

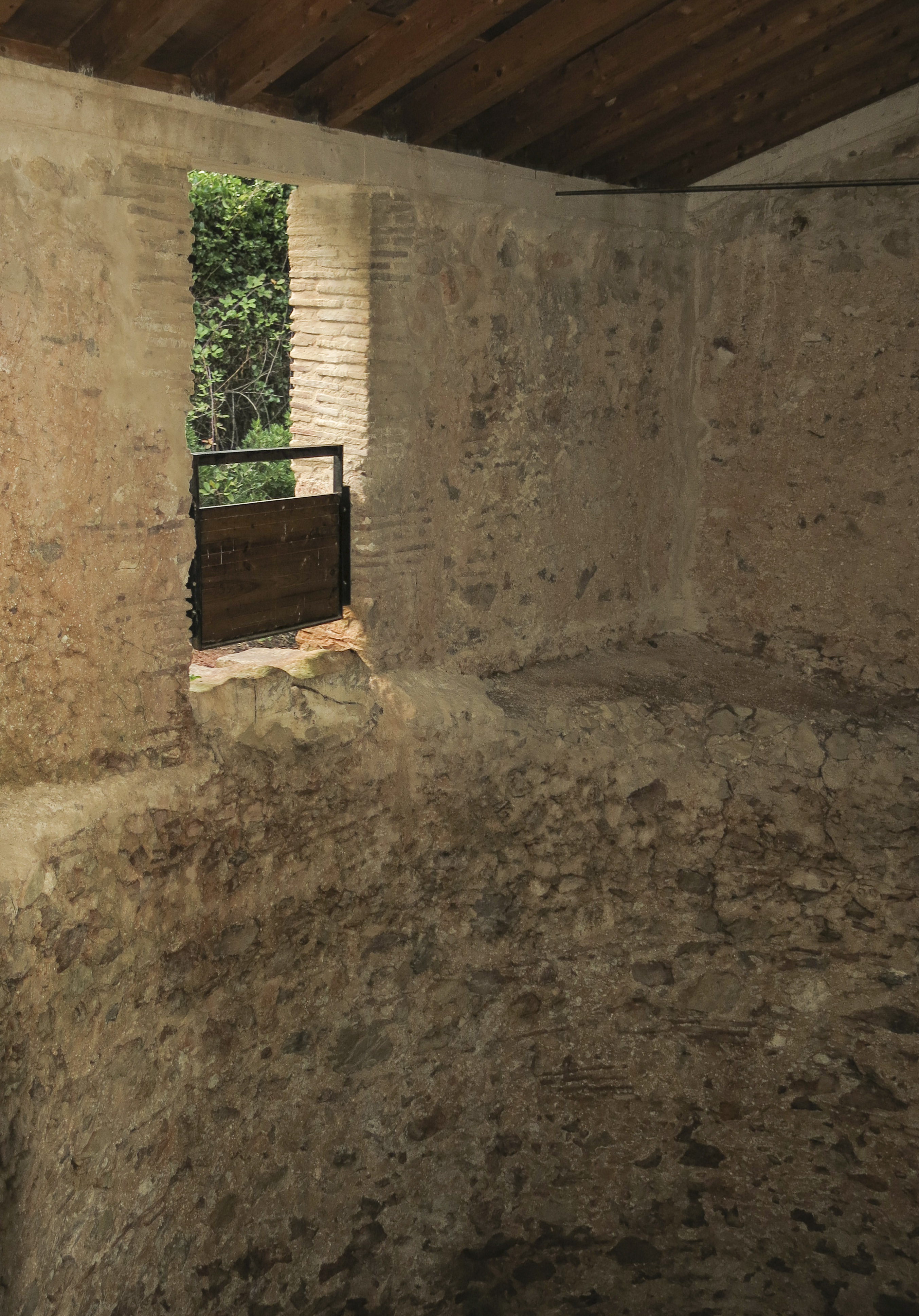
Nevera del Monasterio de la Murta

En 568, bajo el reinado de Leovigildo, San Donato y sus eremitas huidos de África fundaron en el valle, llamado entonces valle de Miralles, un monasterio servetano. La invasión árabe en 711 lo dejó asolado y los eremitas se dispersaron, muriendo el fundador y siendo enterrado en el monasterio. 
No obstante sus orígenes están documentados en el manuscrito de 1773 del Padre J.B. Morera, estudioso del archivo del monasterio, a partir del siglo XIV, cuando el caballero alcireño Arnau de Serra, señor de las tierras de La Murta, previa autorización del rey Pedro el Ceremonioso, las donó a un grupo de ermitaños establecidos en el valle con la condición de fundar una comunidad religiosa, que viviese bajo la regla de San Jerónimo. Tras profesar en Jávea como monjes de esta orden, el papa Gregorio XI les concedió la bula para fundar un monasterio en 1376.

## Construcción y periodo de esplendor

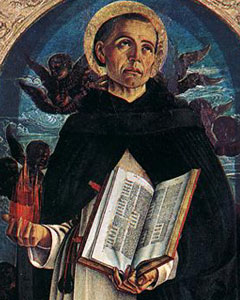
San Vicente Ferrer.

El nuevo cenobio nació bajo la protección del importante Monasterio de San Jerónimo de Cotalba, cuyo prior, Fray Domingo Lloret, y un grupo de monjes fueron enviados a Alcira en 1401. Ese mismo año, el día 11 de febrero, se iniciaron las obras de construcción según la norma benedictina, realzando el edificio destinado a iglesia y situando el resto de edificios en torno al claustro. Su estilo arquitectónico se enmarcará dentro del gótico valenciano. En esta primera etapa, en el año 1410, el monasterio recibió la visita de San Vicente Ferrer. La construcción de la iglesia se estima a mediados del siglo XV, momento en el que comenzaron a sucederse las donaciones. 
La autoría de la obra inicial está atribuida a Jaime Gallent, maestro de obras de la ciudad de Valencia, ya que el Archivo Histórico Nacional recoge una visita de los jurados de Valencia al monasterio en la que aparece su nombre. El maestro Gallent participó en obras como el Portal de Quart y el de la Trinidad y también en la construcción del palacio real de Valencia.
El magnífico desarrollo arquitectónico del monasterio se debió a las importantes donaciones procedentes de ilustres familias y personalidades, entre las que destacaron dos de las más importantes familias valencianas: los Vich y los Villaragut, a la que perteneció el prior Juan Bautista Villaragut. Otras donaciones fueron efectuadas por la familia de los vizcondes de Gallano, la sobrina del tesorero de los Reyes Católicos Leonor de Heredia, el cardenal Cisneros, arzobispo de Toledo y confesor de la reina Isabel la Católica o la aristócrata Beatriz de Proxita y de Cronell, entre otros. 

### Los Vich

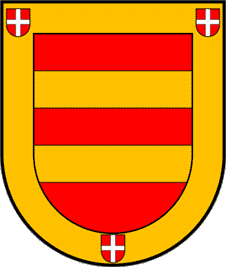
Escudo nobiliario de la familia Vich.

En el siglo XV, la familia Vich había efectuado donaciones para la construcción del monasterio y tenían capilla en el claustro, en la cual fue sepultado Luis Vich y de Corbera, Maestre Racional de Valencia. Pero fue el cardenal Guillén Ramón Vich y Valterra (1460/1470-1525), embajador del cabildo de Valencia en Roma, entonces arcediano de Játiva y canónigo de Valencia, quien pretendió dar al monasterio una nueva iglesia. Las obras fueron financiadas por Jerónimo Vich y Valterra (1459-1535), embajador en Italia de Fernando el Católico y del emperador Carlos V. Fueron éstas realizadas por Juan de Alicante y Agustín Muñoz, que había realizado trabajos en los principales edificios de Valencia, como la catedral o el Consulado del Mar. De 1528 es la torre de las Palomas. 
Fallecidos Guillén Ramón y Jerónimo Vich, sus sucesores mantuvieron el vínculo y su sepultura, pero principalmente dedicaron sus recursos a otras obras. 

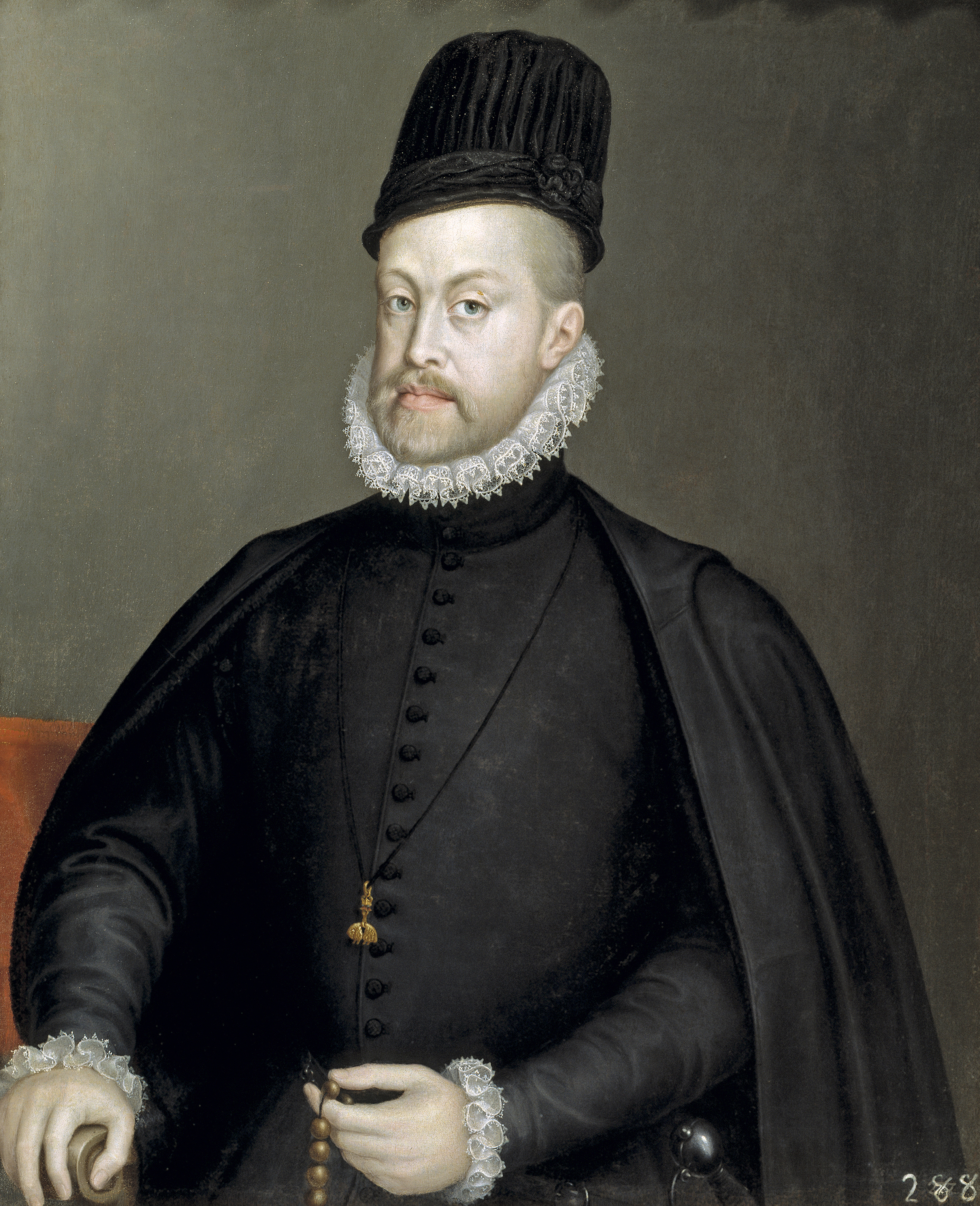
Felipe II de España.

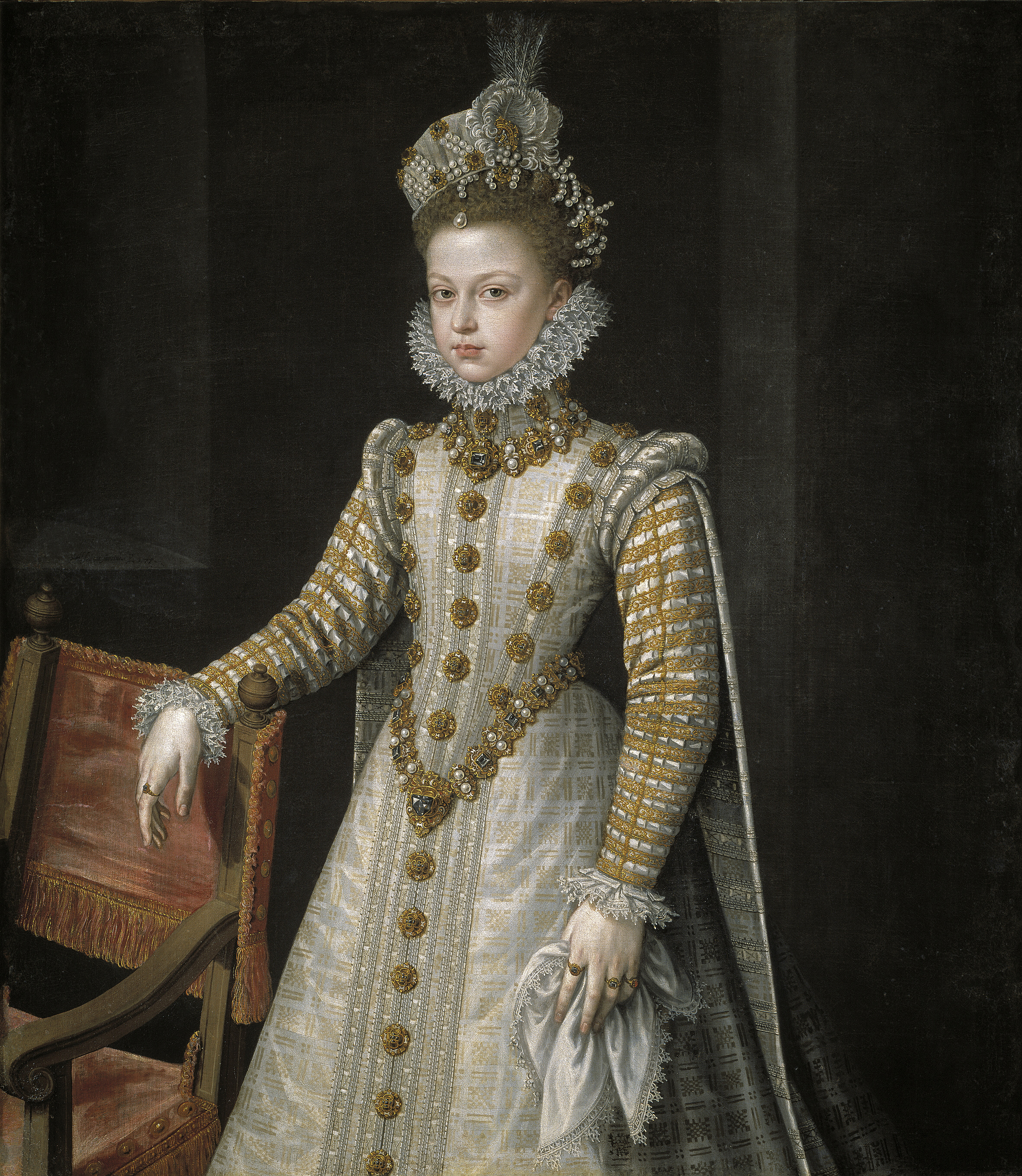
La Infanta Isabel Clara Eugenia.

En 1586, el monasterio recibió la visita del rey Felipe II acompañado por el príncipe Felipe y la Infanta Isabel Clara Eugenia. El rey inauguró el nuevo puente de acceso al recinto monacal, sobre el barranco de la Murta, que fue bautizado con su nombre.
Fue en los últimos años del siglo XVI cuando empezó el máximo esplendor del monasterio de La Murta de la mano de Juan Vich y Manrique de Lara, embajador de España ante la Santa Sede, obispo de Mallorca y arzobispo de Tarragona, que promovió infinidad de obras de mejora y creó la biblioteca. El monasterio atesoró un importante patrimonio fruto de las donaciones de la familia Vich y de otras notables familias a cambio de recibir sepultura. Así lo hizo otro ilustre miembro de los Vich, Luis Vich, virrey de Mallorca y caballero de la orden de Santiago. Don Juan Vich, hermano del anterior, levantó nueva iglesia cuya capilla mayor sería la nueva sepultura familiar. La obra, realizada por el arquitecto de Valencia Francisco Figuerola fue supervisada por Diego Vich, y terminada en 1623. Diego Vich, último miembro de la dinastía, fue uno de los más importantes protectores de Santa María de La Murta. Él encargó el retablo mayor en 1631 a Juan Miguel Orliens, autor del retablo mayor de los Santos Juanes y del monasterio de San Miguel de los Reyes de Valencia. Pintado y dorado por Pedro de Orrente, fue acabado en 1634. El monasterio se convirtió durante esta etapa en un destacado centro religioso y cultural.
Apuntes sobre patrimonio cultural. Miguel Muñoz :"Gracias al embajador Vich, el Renacimiento va a entrar en Valencia".

### SiglosXVIIyXVIII
Tras el fallecimiento de Diego Vich, y con su legado, la comunidad pudo concluir las mejoras que se habían iniciado en vida del protector. A lo largo del siglo XVIII los monjes emprendieron nuevas obras de mejora, pero ya no se eligió a maestros de primer orden. El conjunto del cenobio fue ampliado y reformado, destacando la reforma del refectorio y su blanqueamiento, así como del claustro, celda del prior e iglesia que fue pintada por los milaneses Carlos y Lorenzo Soronetti y Pedro Bazzi en 1772. Así se había hecho en la iglesia de Liria, en la Cartuja de Porta Coeli, y se había encargado para las catedrales de Zaragoza y Orihuela. Destacaron también los chapados de las paredes con azulejos y la ampliación y reforma de la hospedería construida en 1657.

## SigloXIX: decadencia y desamortización
El siglo XIX fue muy convulso para la vida de Santa María de La Murta. Las disposiciones dejadas por Diego Vich dejaron de respetarse, y el declive del monasterio abocó a los monjes a vender el órgano de la iglesia mayor y algunas obras de arte, pinturas fundamentalmente.
En 1835, a raíz de la desamortización de Mendizábal, el monasterio fue clausurado. Contaba en ese momento con once monjes. Algunas obras de arte y en especial la imagen de Nuestra Señora de la Murta pasaron a custodiarse en la Iglesia de Santa Catalina de Alzira aunque serían definitivamente destruidas durante la guerra civil española (1936-1939).
En 1838 pasó a manos privadas, iniciándose un proceso de abandono y expoliación de sus bienes hasta su total ruina, que se vio agravada al ser engullidos los edificios por la naturaleza que los rodeaba.
Precisamente ese estado de ruina en armonía con la naturaleza, ha despertado la atención histórica y literaria, siendo el monasterio de la Murta el que más incursiones literarias ha suscitado entre todos los monasterios jerónimos valencianos.

## Personajes religiosos
Entre los personajes religiosos que habitaron el monasterio destacaron San Juan de Ribera, patriarca de Antioquía y virrey y arzobispo de Valencia, Gilaberto Martí, obispo de Segorbe, fray Peritoya, prior del monasterio y obispo de Coria, fray Jerónimo Corella, obispo de Honduras, fray Juan de Esteban, arzobispo de Brindisi, fray Vicente de Montalbán, general de la orden jerónima, así como los miembros eclesiásticos antes mencionados de la familia Vich y el santo Vicente Ferrer.

## Arte y tesoros del Monasterio de La Murta
A lo largo de los siglos el monasterio de Santa María de La Murta, además de su constante enriquecimiento arquitectónico, hizo acopio mediante mecenazgos y donaciones de infinidad de tesoros y obras de arte, convirtiéndose en uno de los monumentos histórico-artísticos más importantes del levante español. No obstante, en la actualidad no es uno de los más conocidos, debido a su abandono y prolongado olvido durante ciento cincuenta años.
Entre la multitud de tesoros artísticos que contuvo se pueden destacar: el retablo cuatrocentista adquirido a principios del siglo XVI, la Verónica y retablo de alabastro representando el Bautismo que hizo traer de Italia Jerónimo Vich y Valterra (conservado hoy en el Museo de Bellas Artes de Valencia), el retablo de la Crucifixión, preciados objetos litúrgicos donados por Juan Vich y Manrique de Lara en 1593, el órgano de 1597, el retablo mayor y la sillería del coro, magníficos azulejos, el retablo de San José, el retablo de la Capilla de los Reyes, el retablo de la Natividad de Cristo, el retablo de San Jerónimo, el retablo de San Pedro y San Pablo, el Calvario,Cristo abrazando la cruz y Cristo en el Limbo de Sebastiano del Piombo, que se conservan en el Museo Nacional del Prado, una tabla de El Greco, un Salvador de Juan de Juanes y multitud de obras pictóricas de grandes maestros pintores como Durero, Jacopo Bassano, el paisajista flamenco Paul Bril, Francisco y Juan Ribalta (de las cuales se conservan 31 retratos de valencianos ilustres de Juan Ribalta y su taller en el Museo de Bellas Artes de Valencia), Pedro de Orrente, Divino Morales, José de Ribera el españoleto o Lorenzo Castro.
Por último formaba parte de este patrimonio la biblioteca del monasterio, que integraba las de Juan Vich y Manrique de Lara, el Arcediano Pedro Esplugues, el Cardenal Vera y el Obispo de Segorbe, Gilaberto Martí, todos ellos nacidos en Alcira.